# Pfieffe (Fulda)
Die Pfieffe ist ein 21,4 km langer, östlicher und orographisch rechter Zufluss der Fulda im Osthessischen Bergland im nordhessischen Schwalm-Eder-Kreis (Deutschland).

## Name
Der gleichnamige Ort Pfieffe wird 1037 als Phiopha erstmals schriftlich erwähnt. Möglicherweise leitet sich der Name vom althochdeutschen Wort *Pfīf(f)a „Pfeife“ ab.

## Verlauf
Die Pfieffe entspringt im Nordostteil des Schwalm-Eder-Kreises im Fulda-Werra-Bergland, einem Teil des Osthessischen Berglands. Ihre Quelle liegt im äußersten Norden des Stölzinger Gebirges rund 900 m nordnordöstlich des nicht an der Pfieffe gelegenen Dorfs Weidelbach (ostnordöstlicher Spangenberger Stadtteil) an der Südwestflanke des 583 m ü. NHN hohen Eisbergs auf rund 390 m Höhe.
Anfangs fließt die Pfieffe in Richtung Süden, das Westportal des Bischofferoder Tunnels westlich passierend, nach Bischofferode, dem östlichsten Stadtteil von Spangenberg. Dann verläuft sie entlang der Landesstraße 3227 westsüdwestwärts durch den Stadtteil Pfieffe, wonach der Vockebach und Landebach einmünden. Anschließend fließt sie nach Westen durch den Spangenberger Kernort, in dem das Schloss Spangenberg auf einem Bergkegel oberhalb des Pfieffetals steht. Fortan wird das Fließgewässer von der Bundesstraße 487 begleitet; es nimmt unmittelbar unterhalb Spangenbergs den Essebach auf.
Hiernach verläuft die Pfieffe durch den Stadtteil Mörshausen, wobei sie im Mittel- und Unterlauf einen Teil der Nordwestbegrenzung des Stölzinger Gebirges bildet und durch den Südteil des Melsunger Berglands fließt, einem Teil des Fulda-Werra-Berglands. Dann verläuft sie, nach erstem Unterqueren der B 487 und der 812 m langen Pfieffetalbrücke der Schnellfahrstrecke Hannover–Würzburg, westwärts durch Adelshausen, einem südöstlichen Stadtteil von Melsungen. Kurz darauf verläuft sie durch das Melsunger Industriegebiet Pfieffewiesen, wo sie letztmals von der B 487 überbrückt ist. 
Schließlich mündet die Pfieffe etwa 2 km südlich bzw. oberhalb des Zentrums der Melsunger Kernstadt knapp 200 m nach Unterqueren der Bundesstraße 83 von Osten kommend in den dort etwa von Süden heran fließenden Weser-Quellfluss Fulda.

## Einzugsgebiet und Zuflüsse
Das Einzugsgebiet der Pfieffe, das sich von den Bergen des Stölzinger Gebirges bis zu ihrer Mündung in die Fulda erstreckt, umfasst 117,082 km². Zu den Zuflüssen der Pfieffe gehören mit orographischer Zuordnung (l = linksseitig, r = rechtsseitig), Gewässerlänge und Mündungsort mit Pfieffeflusskilometer (flussabwärts betrachtet):
- Mostebach
- Labach (r; 0,7 km), unterhalb Bischofferode (nahe km 17,65)
- Dürre Pfieffe (l; 3 km), unterhalb Bischofferode (nahe km 17,7)
- Vockebach (r; 11,8 km), unterhalb Pfieffe (nahe km 14,1)
- Landebach (l; 7,3 km), unterhalb Pfieffe (nahe km 13,7)
- Dornbach (l; 2,8 km), in Spangenberg (nahe km 10,15)
- Essebach (r; 11,6 km), unterhalb Spangenberg (nahe km 9,35)
- Brühbach (r; 3 km), in Mörshausen (nahe km 5,75)